# Chiesa della Beata Vergine della Salute (Comelico Superiore)
La chiesa della Beata Vergine della Salute, detta anche della Madonna della Salute e San Leonardo Abate o di San Leonardo Nuovo, è un edificio religioso cattolico di Casamazzagno,
frazione del comune sparso di Comelico Superiore, in provincia di Belluno e diocesi di Belluno-Feltre; fa parte della
convergenza foraniale di Ampezzo-Cadore-Comelico.

## Storia
All'inizio del XVIII secolo, a causa della scomodità della tardo-gotica chiesetta di San Leonardo, situata a monte del centro abitato, i fedeli casamazzagnesi chiesero di poterne erigere una anche nel centro del paese. La concessione fu approvata nel 1722 e in breve tempo furono portati a compimento i lavori del nuovo edificio, le cui dimensioni erano pari a 5 per 7 m.
La struttura venne tuttavia distrutta durante un disastroso incendio nel 1851, ma già nel 1848 i paesani avevano deciso di sostituire la cappella con una nuova chiesa posta a breve distanza dalla precedente.
Nel 1858 fu posta la prima pietra della costruenda struttura; i lavori, condotti su disegno dell'ingegner Antonio Pante, per i primi anni rimasero fermi e solo nel 1865, dopo la stipula ufficiale dei contratti, ripresero celermente, per poi venir ultimati nel 1870.
La chiesa ottenne nel 1932 il diritto di conservare il Santissimo Sacramento, che vi fu trasportato il 10 aprile di quel medesimo anno.

## Descrizione

### Esterno
La facciata intonacata della chiesa, rivolta a sudovest, è scandita da quattro lesene corinzie, sorreggenti il frontone con cornice dentellata; al centro si apre il portale d'ingresso timpanato, sormontato da una specchiatura rettangolare contenente un affresco; ai lati sono collocati in sommità altri due dipinti delimitati da cornici modanate.

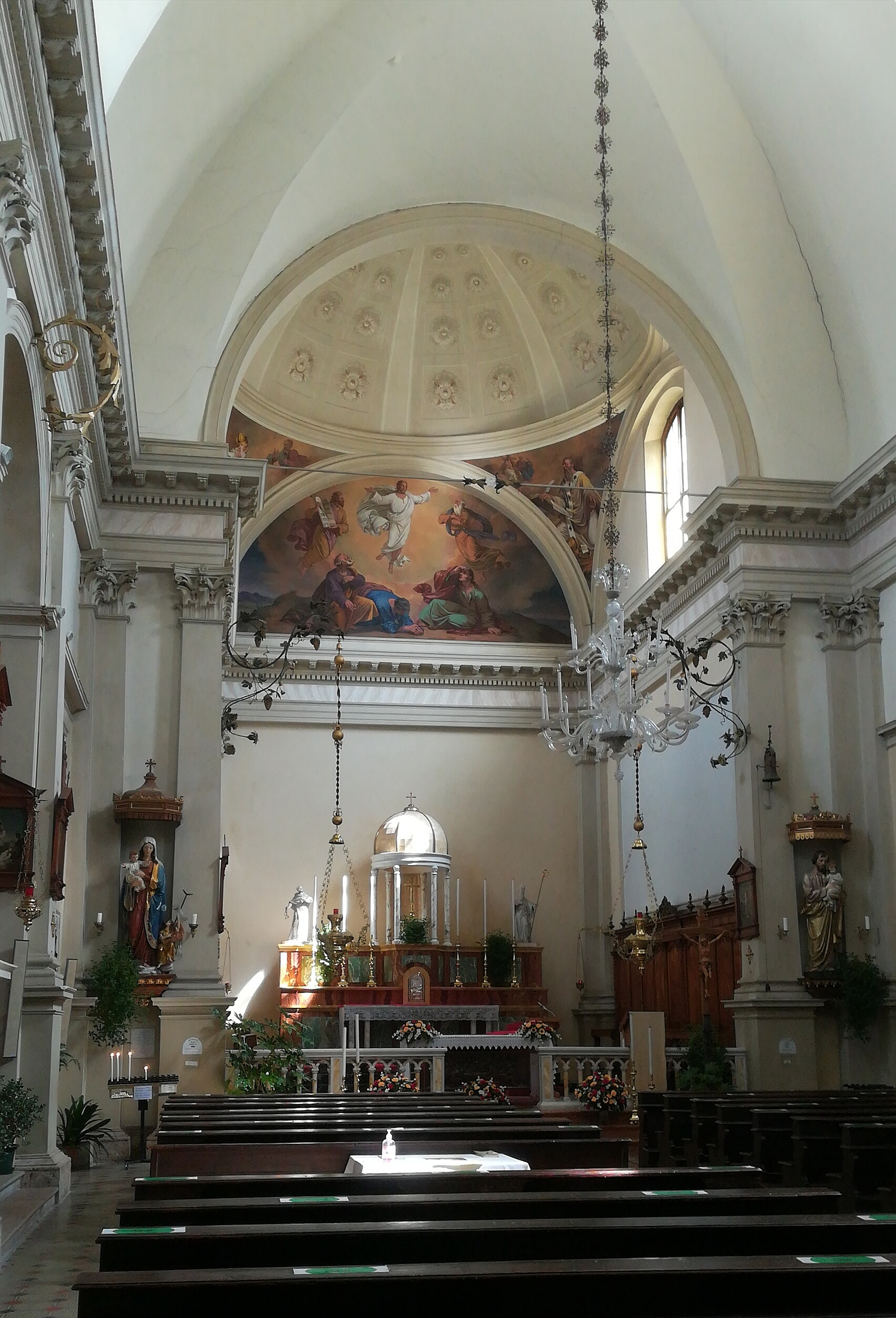
L'interno

### Interno
L'interno dell'edificio si compone di un'unica navata, sulla quale si affacciano le cappelle laterali e le cui pareti sono scandite da paraste corinzie sorreggenti il fregio e la cornice dentellata sopra cui s'imposta la volta; al termine dell'aula si affaccia attraverso l'arco trionfale il presbiterio, sopraelevato di alcuni gradini e coronato da una cupola su pennacchi.
Qui sono ospitate diverse opere di pregio, tra le quali la tela ritraente San Francesco di Paola dinanzi a Ferrante d'Aragona, re di Napoli, opera di Pio Solero, la pala con soggetto la Madonna con il Bambino in braccio assieme a sant'Antonio da Padova inginocchiato, eseguita nel 1877 da Giuseppe Ghedina, la statua di San Giuseppe col Bambino, il ritratto di Santa Teresa del Bambino Gesù, la tela che rappresenta Gesù Cristo, dipinta dal bellunese Francesco Bettio nel 1887, l'affresco della lunetta del presbiterio raffigurante la Trasfigurazione di Cristo con a lato i due profeti Mosè ed Elia e ai piedi i santi Pietro, Giacomo e Giovanni Apostoli, realizzato da Tomaso Da Rin, che eseguì pure quelli dei pennacchi che rappresentano i Santi Grisostomo, Atanasio, Gregorio di Nazianzo e Basilio, e la pala della Vergine assieme ai Santi Lucano, Francesco d'Assisi e Pietro d'Alcantara.